# 樂正姓
樂正姓（「樂正」，音同「岳證」），為漢字複姓。樂正，是古代在宮廷中負責管理音樂的官名，後代便以其祖先的官名為姓氏，遂稱樂正姓。

## 延伸阅读
[在维基数据编辑]
 《百家姓》
 《欽定古今圖書集成·明倫彙編·氏族典·樂正姓部》，出自陈梦雷《古今圖書集成》